# Лещина (Малопольське воєводство)
Лещина (пол. Leszczyna) — село в Польщі, у гміні Тшцяна Бохенського повіту Малопольського воєводства.
Населення — 792 особи (2011).
У 1975-1998 роках село належало до Тарновського воєводства.

## Демографія
Демографічна структура станом на 31 березня 2011 року:
|          | Загалом | Допрацездатний вік | Працездатний вік | Постпрацездатний вік |
| -------- | ------- | ------------------ | ---------------- | -------------------- |
| Чоловіки | 387     | 103                | 239              | 45                   |
| Жінки    | 405     | 103                | 220              | 82                   |
| Разом    | 792     | 206                | 459              | 127                  |